# ویتانوواتس
ویتانوواتس (به صربی: Vitanovac) یک منطقهٔ مسکونی در صربستان است که در کرالیفو واقع شده‌است.